# Andrzej Marchewka
Andrzej Marchewka (ur. 9 grudnia 1944 we wsi Ciekoty, zm. 27 sierpnia 2021) – polski trębacz jazzowy, założyciel, członek i lider zespołu Beale Street Band.

## Życiorys
Wychowywał się w Skarżysku-Kamiennej. W latach 60. XX wieku związany był z lokalnymi zespołami big-beatowymi; Monsuny oraz Cztery i Pół. Następnie wyjechał do Krakowa, gdzie związał się ze środowiskiem jazzowym i w 1973 założył własny zespół jazzowy występujący początkowo pod nazwą Marchewka i Jego Buraki, zaś w 1975 przemianowany na Beale Street Band. Liderem i członkiem tego zespołu pozostał do swojej śmierci w 2021. W dorobku wraz z Beale Street Band miał liczne występny zagraniczne, w tym między innymi w Belgii, Francji, Niemczech i Szwecji, a także krajowe, w tym kilkakrotnie na festiwalu Jazz Jamboree w Warszawie. W 1983 wraz z zespołem wywalczył główną nagrodę w konkursie Złota Tarka, a w 2004 wraz z zespołem otrzymał Honorową Złotą Tarkę. Wraz z Beale Street Band nagrał również cztery płyty: „Beale Street Band” (1984), „Beale Street Band – Live” (1988), „In Autumn Mood” (2002) i „Just Spring” (2004).
W 2014 został podczas Summer Jazz Festival Kraków, laureatem nagrody Jazzowego Baranka.
Zmarł 27 sierpnia 2021. Został pochowany 31 sierpnia tego samego roku w Chrzanowie. 